# San Buenaventura de Bagnoregio (título cardenalicio)
San Buenaventura de Bagnoregio es un título cardenalicio de la Iglesia Católica. Fue instituido por Francisco en 2018.

## Titulares
- Joseph Coutts (28 de junio de 2018-actual)[1]